# Antipodia
Antipodia is een geslacht van vlinders van de familie dikkopjes (Hesperiidae), uit de onderfamilie Trapezitinae.

## Soorten
- A. atralba (Tepper, 1881)
- A. chaostola (Meyrick, 1887)